# Motey-sur-Saône
Motey-sur-Saône ist eine Ortschaft in der französischen Gemeinde Seveux-Motey und eine ehemalige Gemeinde mit zuletzt 29 Einwohnern (Stand 1. Januar 2015) im  Département Haute-Saône in der Region Bourgogne-Franche-Comté.

## Geographie
Motey-sur-Saône liegt auf einer Höhe von 202 m über dem Meeresspiegel, 14 Kilometer nordöstlich von Gray und etwa 38 Kilometer nordwestlich der Stadt Besançon (Luftlinie). Das Dorf erstreckt sich im Westen des Départements, am Rand der Talniederung der Saône, nördlich der Forêt de Belle Vaivre.
Die Fläche des 2,99 km² großen Gemeindegebiets umfasst einen Abschnitt des mittleren Saône-Tals. Die nördliche Grenze verläuft stets entlang der Saône, die hier einen großen, nach Süden ausgreifenden Bogen zeichnet und durch eine ungefähr zwei Kilometer breite Alluvialniederung fließt. Die Talaue liegt durchschnittlich auf 195 m. Der Fluss ist zur Wasserstraße ausgebaut, wobei die Flussschleife von Savoyeux durch einen Seitenkanal abgeschnitten wird. Im Bereich von Motey sind die Ufer deshalb in naturnahem Zustand belassen. Vom Flusslauf erstreckt sich das Gemeindeareal südwärts über die Talniederung bis auf das angrenzende Plateau. Dieses besteht aus einer Wechsellagerung von kalkigen und sandig-mergeligen Sedimenten der oberen Jurazeit und aus tertiären Ablagerungen. Auf dem Plateau, das auf 220 m liegt, herrscht landwirtschaftliche Nutzung vor. Weiter im Süden reicht der Gemeindeboden in den ausgedehnten Forst der Forêt de Belle Vaivre. Mit 246 m wird in diesem Wald die höchste Erhebung von Motey-sur-Saône erreicht.
Nachbargemeinden von Motey-sur-Saône waren Savoyeux im Norden, Seveux im Osten und Süden sowie Mercey-sur-Saône im Westen.

## Geschichte
Der Ursprung von Motey geht vermutlich auf ein Kloster zurück, das vor dem 11. Jahrhundert gegründet wurde. Der Ortsname leitet sich daher vom lateinischen Wort monasterium (Kloster) ab. Im Lauf der Zeit wandelte sich die Schreibweise über Mostier und Mostix zu Motey. Im Mittelalter gehörte Motey zur Freigrafschaft Burgund und darin zum Gebiet des Bailliage d’Amont. Die lokale Herrschaft hatten die Herren von Fouvent inne, die die Kirche Saint-Martin im Jahr 1098 dem Kloster Bèze überließen. Durch die Herren von Beaujeu kam auch das Kloster Corneux zu Grundbesitz in Motey. Zusammen mit der Franche-Comté gelangte das Dorf mit dem Frieden von Nimwegen 1678 definitiv an Frankreich. Heute ist Motey-sur-Saône Mitglied des 42 Ortschaften umfassenden Gemeindeverbandes Communauté de communes des Quatre Rivières.
Die Gemeinde Motey-sur-Saône wurde am 1. Januar 2019 mit Seveux zur Commune nouvelle Seveux-Motey zusammengeschlossen.

## Sehenswürdigkeiten
Die Kirche Saint-Vorles wurde von 1776 bis 1778 erbaut und besitzt ein Kruzifix aus dem 15. Jahrhundert. Im Friedhof steht ein geschmiedeter Calvaire von 1733. Das Lavoir an der Straße nach Mercey-sur-Saône stammt aus dem 19. Jahrhundert und diente einst als Waschhaus und Viehtränke.

## Bevölkerung
| Bevölkerungsentwicklung | Bevölkerungsentwicklung |
| Jahr                    | Einwohner               |
| ----------------------- | ----------------------- |
| 1962                    | 42                      |
| 1968                    | 33                      |
| 1975                    | 22                      |
| 1982                    | 18                      |
| 1990                    | 16                      |
| 1999                    | 30                      |

Mit zuletzt 29 Einwohnern (Stand 1. Januar 2015) gehörte Motey-sur-Saône zu den kleinsten Gemeinden des Département Haute-Saône. Nachdem die Einwohnerzahl in der ersten Hälfte des 20. Jahrhunderts deutlich abgenommen hatte (1891 wurden noch 98 Personen gezählt), wurde seit Beginn der 1990er Jahre wieder ein leichtes Bevölkerungswachstum verzeichnet.

## Wirtschaft und Infrastruktur
Motey-sur-Saône war bis weit ins 20. Jahrhundert hinein ein vorwiegend durch die Landwirtschaft (Ackerbau, Obstbau und Viehzucht) und die Forstwirtschaft geprägtes Dorf. Außerhalb des primären Sektors gibt es nur wenige Arbeitsplätze im Dorf. Einige Erwerbstätige sind auch Wegpendler, die in den größeren Ortschaften der Umgebung ihrer Arbeit nachgehen.
Die Ortschaft liegt abseits der größeren Durchgangsachsen an einer Departementsstraße, die von Gray nach Vellexon führt. Weitere Straßenverbindungen bestehen mit Mercey-sur-Saône und Sainte-Reine.